# Təmkin Xəlilzadə
Təmkin Şaiq oğlu Xəlilzadə (ur. 6 sierpnia 1993 w Baku) – azerski piłkarz grający na pozycji lewego obrońcy. Od 2021 jest zawodnikiem klubu Zirə Baku.

## Kariera klubowa
Swoją karierę piłkarską Xəlilzadə rozpoczął w klubie Qarabağ FK. W sezonie 2012/2013 został włączony do kadry pierwszego zespołu, a 11 sierpnia 2013 zadebiutował w jego barwach w Premyer Liqası w wygranym 5:1 domowym meczu z Sumqayıtem FK. W sezonie 2013/2014 wywalczył z Qarabağem mistrzostwo Azerbejdżanu.
Latem 2014 roku Xəlilzadə został wypożyczony do klubu AZAL PFK Baku. Swój debiut w nim zanotował 9 sierpnia 2014 w zremisowanym 1:1 domowym meczu z Xəzərem Lenkoran. W AZAL spędził rok.
W 2015 roku Xəlilzadə przeszedł z Qarabağu do Zirə Baku. W klubie tym swój debiut zaliczył 9 sierpnia 2015 w zwycięskim 1:0 domowym spotkaniu z AZAL PFK Baku. W sezonie 2015/2016 wywalczył z Zirə wicemistrzostwo Azerbejdżanu. W Zirə grał do końca 2017 roku.
Na początku 2018 roku Xəlilzadə został zawodnikiem klubu Qəbələ FK. Zadebiutował w nim 10 lutego 2018 w zremisowanym 0:0 wyjazdowym meczu z Qarabağem. W sezonie 2017/2018 został wicemistrzem kraju, a w Qəbələ FK spędził cały rok 2018.
Na początku 2019 roku Xəlilzadə trafił do Sabahu Baku. W Sabahu swój debiut zaliczył 12 sierpnia 2018 w przegranym 0:3 wyjazdowym meczu z Qəbələ FK. W Sabahu występował do końca sezonu 2020/2021.
Latem 2021 Xəlilzadə wrócił do Zirə Baku.
| Sezon   | Klub          | Kraj        | Rozgrywki      | Mecze | Gole |
| ------- | ------------- | ----------- | -------------- | ----- | ---- |
| 2012/13 | Qarabağ FK    | Azerbejdżan | Premyer Liqası | 0     | 0    |
| 2013/14 | Qarabağ FK    | Azerbejdżan | Premyer Liqası | 4     | 0    |
| 2014/15 | AZAL PFK Baku | Azerbejdżan | Premyer Liqası | 23    | 0    |
| 2015/16 | Zirə Baku     | Azerbejdżan | Premyer Liqası | 29    | 0    |
| 2016/17 | Zirə Baku     | Azerbejdżan | Premyer Liqası | 27    | 2    |
| 2017/18 | Zirə Baku     | Azerbejdżan | Premyer Liqası | 13    | 4    |
| 2017/18 | Qəbələ FK     | Azerbejdżan | Premyer Liqası | 12    | 0    |
| 2018/19 | Qəbələ FK     | Azerbejdżan | Premyer Liqası | 11    | 1    |
| 2018/19 | Sabah Baku    | Azerbejdżan | Premyer Liqası | 8     | 0    |
| 2019/20 | Sabah Baku    | Azerbejdżan | Premyer Liqası | 17    | 0    |
| 2020/21 | Sabah Baku    | Azerbejdżan | Premyer Liqası | 16    | 3    |

## Kariera reprezentacyjna
W reprezentacji Azerbejdżanu Xəlilzadə zadebiutował 4 września 2017 w wygranym 5:1 meczu eliminacji do MŚ 2018 z San Marino, rozegranym w Baku.